# Amund Dietzel

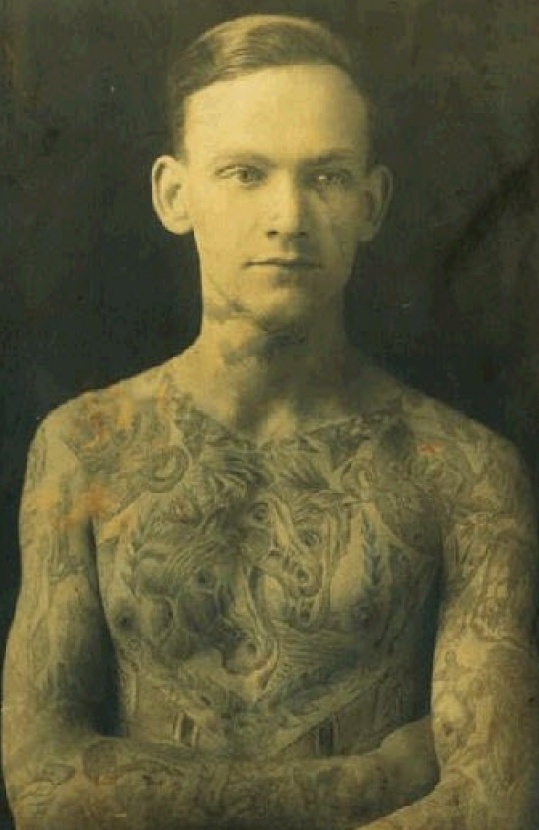
Amund Dietzel 1914

Amund Dietzel (* 28. Februar 1891 in Kristiania; † 9. Februar 1974) war ein US-amerikanischer Tätowierer.

## Leben
Nach dem Tod seines Vaters im Jahr 1905, trat Dietzel in die norwegische Handelsflotte ein. Auf den ersten Fahrten zum Zweck des Holztransportes zwischen Kanada und England, begann Dietzel seine Kameraden mit selbst gefertigtem Gerät zu tätowieren.
Nach einem Schiffbruch im Juli 1907 entschieden sich jedoch Dietzel und andere Mitglieder der Besatzung, in den Holzlagern zu arbeiten.
Zwei Monate später zog Dietzel in die Vereinigten Staaten und ließ sich in New Haven, Connecticut nieder. Er tauschte seine Handwerkzeuge gegen eine elektrische Tätowiermaschine. Dietzel wurde enger Freund eines englischen Einwanderers namens William Grimshaw. Beide bereisten Karnevalveranstaltungen als tätowierte Männer, erschienen in Schaubuden und verkauften Fotos ihrer selbst, zwischen den Shows tätowierten sie die Kunden. Im Alter von 23 Jahren gründete Dietzel neben dem neu erbauten Hotel Wisconsin in Milwaukee ein Geschäft und hatte bald den Ruf, führender Tätowierer der Region zu sein.
Im Jahr 1964, im Alter von 73, verkauft Dietzel seinen Tattoo-Shop an den Freund Gib „Tatts“ Thomas. Jedoch tätowierten beide zusammen weiter, bis der Gemeinderat dieses in der Stadt mit Wirkung ab 1. Juli 1967 verbot. Dietzel starb an Leukämie am 9. Februar 1974. Im Pinelawn Memorial Park wurde er beigesetzt.